# فرقة البانزر الثانية
فرقة البانزر الثانية (بالألمانية: 2. Panzerdivision) هي فرقة بانزر ألمانية شكلت في 15 أكتوبر 1935 بقيادة الجنرال هاينز جوديريان ويقع مقرها في فورتسبورغ، بعد ضم النمسا لألمانيا عام 1938 انتقل مقر الفرقة إلى النمسا، شاركت الفرقة في الاجتياح الألماني لبولندا عام 1939 وفرنسا عام 1940.